# Митченківське (заказник)
Митче́нківське — гідрологічний заказник місцевого значення в Україні. Розташований у межах Батуринської громади Ніжинського району Чернігівської області, біля села Митченки.
Площа 60 га. Статус присвоєно згідно з рішеннями Чернігівського облвиконкому від 27.12.1984 року № 454. Перебуває у віданні Митченківської сільської ради.
Охороняється осокове низинне болото, що має важливе значення як джерело живлення та регулятор режиму річки Доч.

## Галерея

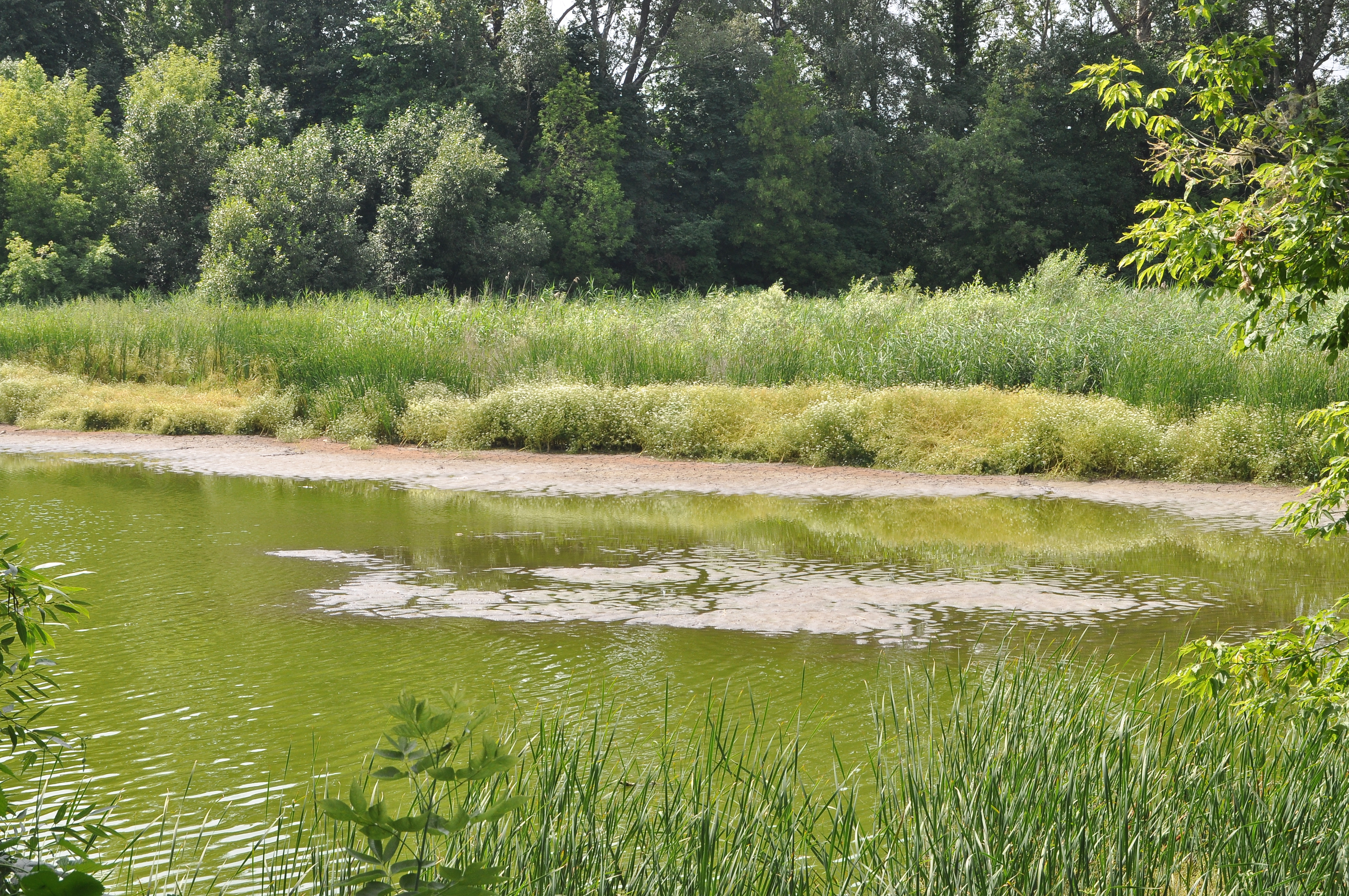
Заростання водойми гідрологічного заказника "Митченківський"
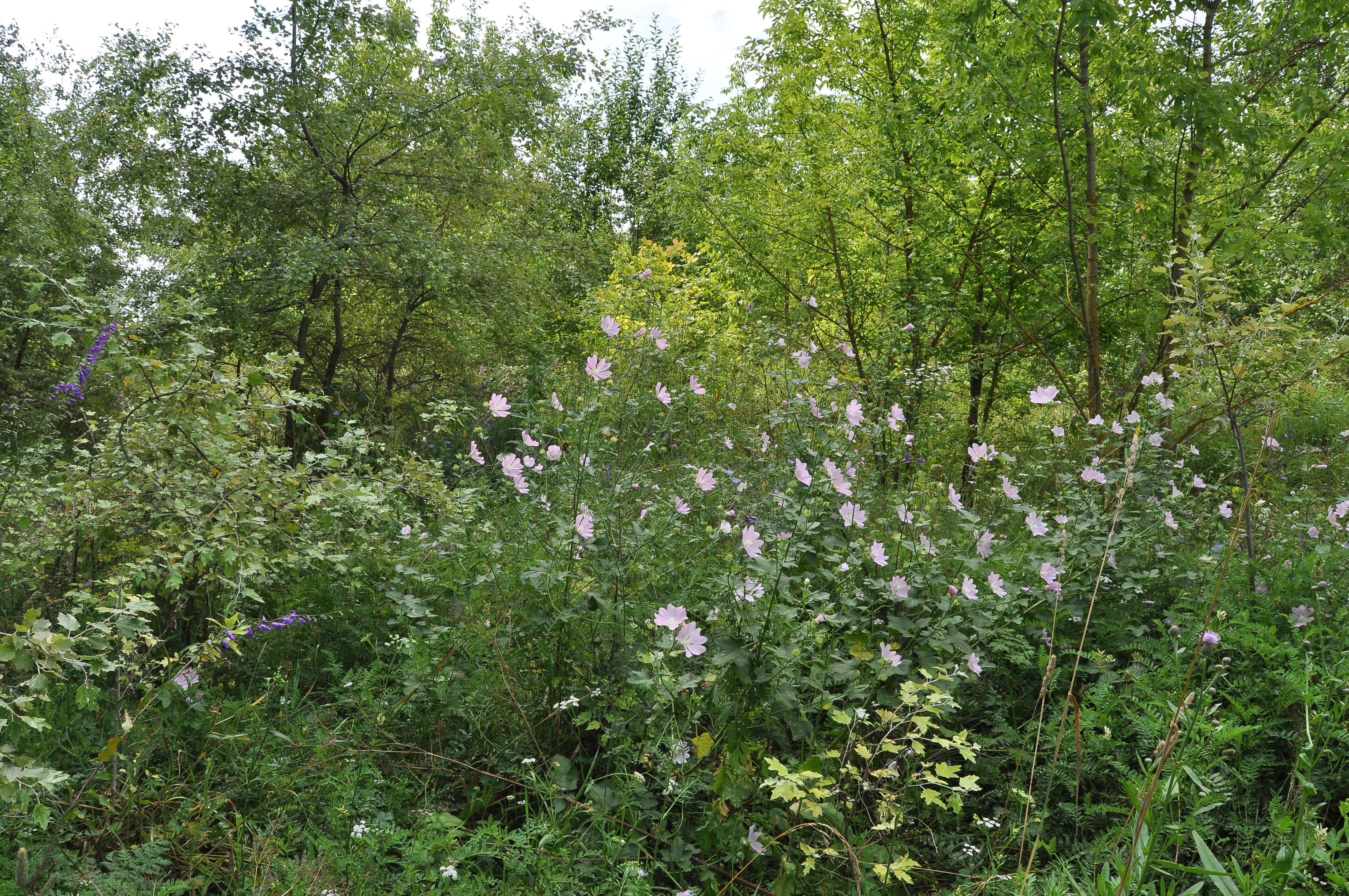
Флора на схилах водойми
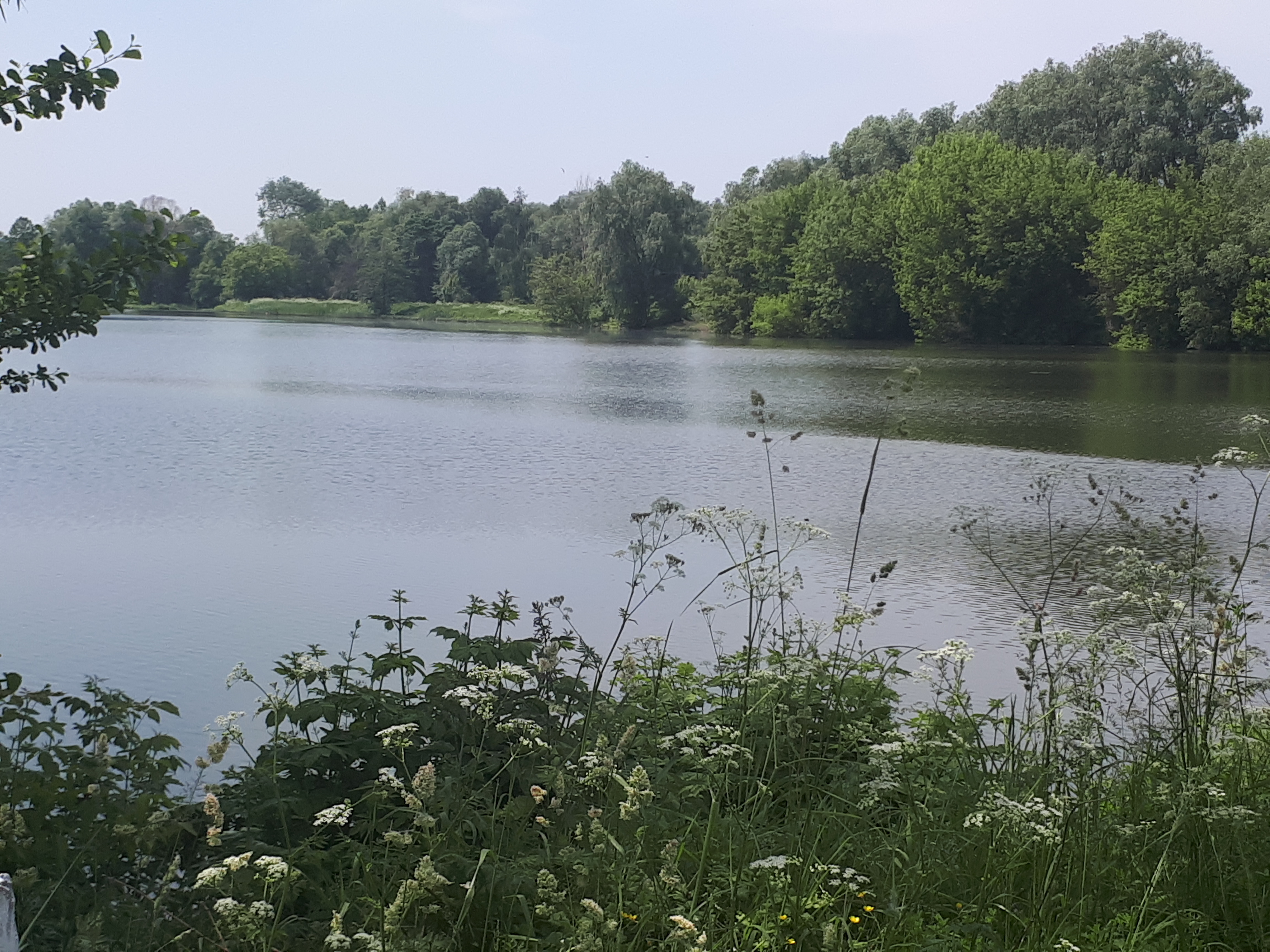
Гідрологічний заказник у Митченках